# SDSU Transit Center
SDSU Transit Center es una estación subterránea y Centro de Tránsito del Trolley de San Diego localizada en la Universidad Estatal de San Diego, barrio de San Diego, California funciona con la línea Verde. La estación de la que procede a esta estación es Grantville y la estación siguiente es Alvarado Medical Center.

## Zona
La estación se encuentra localizada en Aztec Green en el lado sur de la Universidad Estatal de San Diego entre la Avenida College y Campanile Drive, y es la única estación subterránea de todo el Sistema Metropolitano de Tránsito de San Diego.

## Conexiones
La estación cuenta con conexiones directas de rutas como la 11, 14, 15, 115, 856, 936 y 955. 